# ネクストスター金沢
ネクストスター金沢（ネクストスターかなざわ）は金沢競馬場で施行される地方競馬の重賞競走である。

## 概要
「全日本的なダート競走の体系整備」の一環で、3歳馬によって春に行われる兵庫チャンピオンシップを頂点とする2・3歳ダート短距離路線の整備が2023年-2024年にかけて行われた。その中で各主催者・地区においてネクストスターを冠する高額賞金の重賞級認定競走が設定されたが、本競走はそのうち金沢において金沢所属2歳馬によって行われる競走として2023年に創設された。
本競走へのトライアル競走は第1回から石川テレビ杯となっている。
第1回より未来優駿シリーズに組み込まれている。

### 条件・賞金等（2024年）
出走条件
サラブレッド系2歳、金沢競馬所属（金沢所属として1走以上。JRAの競走に出走歴がある馬は出走出来ない。地方他地区からの転入馬は他場での認定競走勝利がなく、かつ金沢移籍後1走以上出走している必要がある。）
- 石川テレビ杯の3着以上の馬に優先出走権がある。

負担重量
定量（55kg、牝馬1kg減）
賞金額
1着1000万円、2着350万円、3着200万円、4着150万円、5着100万円、着外手当10万円。

## 歴代優勝馬
| 回数  | 施行日         | 距離  | 優勝馬             | 性齢 | 所属 | 勝時計 | 優勝騎手 | 管理調教師 | 馬主     |
| ----- | -------------- | ----- | ------------------ | ---- | ---- | ------ | -------- | ---------- | -------- |
| 第1回 | 2023年9月24日  | 1400m | ダヴァンティ       | 牝2  | 金沢 | 1:28.9 | 栗原大河 | 佐藤茂     | 清宮義男 |
| 第2回 | 2024年10月20日 | 1400m | ショウガマッタナシ | 牝2  | 金沢 | 1:29.4 | 栗原大河 | 高橋俊之   | 芳賀克也 |

### 各回競走結果の出典
- ネクストスター金沢　歴代優勝馬- 地方競馬全国協会
- JBISサーチ
  - 2023年、2024年